# Marie-Joseph Bopp
Pour les articles homonymes, voir Bopp.
Marie-Joseph Bopp, né le 2 janvier 1893 à Sélestat (Bas-Rhin) et mort le 7 décembre 1972 à Colmar (Haut-Rhin), est un enseignant et historien français, spécialiste de l'histoire de l'Alsace et du protestantisme en Alsace.
Il enseigna les lettres classiques au lycée Bartholdi de Colmar, y compris durant l'annexion de l'Alsace au cours de la Seconde Guerre mondiale, comme en témoigne Ma ville à l'heure nazie : Colmar, 1940-1945.

## Œuvres
- Le Théâtre alsacien de Colmar, 1899-1924, 1924 (en collaboration avec Jules Joachim, M. Spenlé et August Scherlen, publié à l'occasion du 25e anniversaire du théâtre)
- (de) Die protestantischen Pfarrer und Theologen des Münstertales in alter und neuer Zeit : ein Beitrag zur Gelehrten- und Familiengeschichte des Münstertales; Alsatia, 1935
- L'Alsace sous l'occupation allemande, 1940-1945, X. Mappus, 1945, réédité en 2011 sous le titre Histoire de l'Alsace sous l'occupation allemande : 1940-1945 avec une introduction et des commentaires de Gabriel Braeuner (Place Stanislas, Nancy). On trouvera cette introduction dans Marie-Joseph Bopp ( 1893-1972), l’intellectuel vigilant.
- « L'opinion publique en Alsace occupée », in Revue d'Alsace, no 96, 1957, p. 155-159
- « Les buts de guerre nazis en 1941 d'après l'aveu d'un chef hitlérien : en marge de l'occupation de l'Alsace », in Revue d'Alsace, no 97, 1958, p. 149-151
- (de) Die evangelischen Geistlichen und Theologen in Elsass und Lothringen von der Reformation bis zur Gegenwart, Degener, 1959
- (de) Die evangelischen Gemeinden und hohen Schulen in Elsass und Lothringen von der Reformation bis zur Gegenwart, 2 vol., Degener, 1963 et 1965
- (fr) Ma ville à l'heure nazie : Colmar, 1940-1945, édition établie par Nicolas Stoskopf, professeur à l'université de Haute Alsace, et Marie-Claire Vitoux, maître de conférences en histoire contemporaine à l’Université de Haute Alsace, La Nuée Bleue, Strasbourg, 2004, 494 p.  (ISBN 978-2-7165-0629-8) (François Igersheim écrit de ce livre « C’est un témoignage irremplaçable sur l’opinion colmarienne pendant la guerre, dressé par un « dissident de l’intérieur », pas un résistant. »[4]).